# فمینیسم لیبرترین
فمینیسم لیبرترین (به انگلیسی: Libertarian feminism)، طبق دایره‌المعارف فلسفه استنفورد، «آزادی را به‌عنوان رستن از مداخله اجباری درک می‌کند، و معتقد است که زنان، و همچنین مردان، به‌دلیل این‌که خود مالک خود هستند، از چنین آزادی‌ای برخوردارند.»
چندین دسته تحت تئوری فمینیسم لیبرترین یا انواع فمینیسم وجود دارد که با ایدئولوژی‌های آزادی‌خواهانه مرتبط هستند. آنارکا-فمینیسم عقاید فمینیستی و آنارشیستی را با هم ترکیب می‌کند و به‌جای آزادی‌خواهی مینارشیستی معاصر، آزادی‌گرایی کلاسیک را تجسم می‌بخشد. وندی مک‌الروی موضعی را تعریف کرده‌است که آن را «فمینیسم فردگرا» می‌نامد و فمینیسم را با آنارکوکاپیتالیسم یا آزادی‌خواهی مینارشیستی معاصر ترکیب می‌کند، و استدلال می‌کند که موضع طرفدار سرمایه‌داری و ضددولتی با تأکید بر آن سازگار است. حقوق برابر و توانمندسازی زنان آنارشیست-فمینیسم فردگرا از جنبش آنارشیسم فردگرایانه مبتنی بر ایالات متحده رشد کرده‌است.
فمینیسم فردگرا به‌عنوان یک فمینیسم در تقابل با آنچه وندی مک‌الروی و کریستینا هاف سامرز آن را فمینیسم سیاسی یا جنسیتی می‌نامند، تعریف می‌شود. در بحث فمینیسم فردگرایانه تفاوت‌هایی وجود دارد. درحالی‌که برخی از فمینیست‌های فردگرا مانند مک‌الروی با دخالت دولت در انتخاب‌هایی که زنان برای بدن خود انجام می‌دهند، مخالفند، زیرا چنین مداخله‌ای سلسله‌مراتبی اجباری (مانند پدرسالاری) ایجاد می‌کند، فمینیست‌های دیگری مانند کریستینا هاف سامرز معتقدند که نقش سیاسی فمینیسم صرفاً تضمین این است که همه افراد را درگیر کند، از جمله حق زنان در برابر مداخله قهری. سامرز در دایره‌المعارف فلسفه استنفورد «فمینیست اجتماعی محافظه‌کار برابری» توصیف شده‌است. برخی از منتقدان او را زن‌ستیز خوانده‌اند.